# 崔建春
崔建春（1964年7月—），男，中华人民共和国外交官，曾任中华人民共和国驻科威特国特命全权大使、中华人民共和国驻圭亚那合作共和国特命全权大使和中华人民共和国驻尼日利亚联邦共和国特命全权大使，现任外交部驻香港特别行政区特派员公署特派员（第8任）。

## 生平
早年在中国核工业集团公司任职。2011年转入外交系统，任驻法国大使馆公使。2012年2月，出任中华人民共和国驻科威特大使。2015年，任外交部领事司副司长。2017年1月，出任中华人民共和国驻圭亚那大使。2021年3月，出任中华人民共和国驻尼日利亚大使兼驻西共体大使，直至2024年3月卸任。
2024年4月10日，獲國務院任命，接替劉光源任中华人民共和国外交部驻香港特别行政区特派员公署特派员。

## 家庭
已婚，有一子。